# Hans Wranghult
Hans Olof Wranghult, född 10 augusti 1937 i Finja församling, Kristianstads län, död 24 juli 2022, var en svensk länspolismästare.

## Biografi
Wranghult blev juris kandidat vid Lunds universitet 1962 och genomförde tingstjänstgöring 1962–64. Han blev fiskal i Skånska hovrätten 1965, avdelningsdirektör vid Rikspolisstyrelsen 1967, byråchef där 1970, polisöverintendent i Stockholm 1981 och bedrev databrottsforskning vid Stanford University 1987–88. Han var slutligen länspolismästare i Malmöhus län 1988–96 och i Skåne län 1997–2001.
Wranghult var huvudsekreterare i sårbarhetskommittén 1977–79, expert i 1968 års brottmålsutredning, i 1974 års körkortsutredning, i 1989 års datastraffrättsutredning och sakkunnig i 1983 års häktningsutredning. Under Palmeutredningens första år var Wranghult dessutom med i den så kallade spaningsledningen, vilken inrättades av länspolismästaren i Stockholm, Hans Holmér.